# Kjellingmo Station
Kjellingmo Station (Kjellingmo stasjon) var en jernbanestation på Urskog–Hølandsbanen, der lå i Aurskog-Høland kommune i Norge.
Stationen åbnede 16. november 1896, da den første del af banen fra Bingsfoss til Bjørkelangen blev taget i brug. Oprindeligt hed den Killingmo, men den skiftede navn til Kjellingmo i marts 1947. Den blev nedgraderet til holdeplads 9. maj 1948. Den blev nedlagt sammen med banen 1. juli 1960. I dag er der et busstoppested på det tidligere stationsområde med det gamle navn Killingmo.
Stationsbygningen blev opført i 1896 efter tegninger af Günther Schüssler. Efter nedlæggelsen i 1960 blev den flyttet til Norsk Jernbanemuseum i Hamar, hvor den i mange år fungerede som nordlig endestation for museets lokale bane Tertitten (ikke at forveksle med veteranbane Tertitten mellem Sørumsand og Fossum). Pr. 2017 er det den sydlige endestation.